# Curly Martin
Ernest „Curly“ Martin (* 1943 oder 1944; † 13. März 2023) war ein US-amerikanischer Jazzmusiker (Schlagzeug).
Curly Martin stammt aus Omaha und hatte dort mit 14 Jahren erste Auftritte mit seiner Band Daddy Long Legs and the Rocking Nighthawks, dann mit Danny and the Roulettes, einer gemischtrassigen Formation. Er spielte dann im Laufe seiner Karriere  mit Willie Hutch (Havin' a House Party, 1977), Calvin Keys (Full Court Press, 1984), Johnny Hammond Smith, Bobby Lyle, Sonny Smith und auch mit seinem Sohn, dem Rapper, Produzenten und Multiinstrumentalisten Terrace Martin (* 1978), auf dessen Grammy-nominiertem Album Velvet Portraits er zu hören ist. Außerdem wirkte der Schlagzeuger beim Album Sounds of Crenshaw Vol. 1: Terrace Martin Presents the Pollyseeds mit. Des Weiteren war Martin in den Genres Blues, Bigband-Musik und Rhythm & Blues tätig.
2017 wurde Martin als bester Jazzmusiker in Omaha bei den Omaha Entertainment and Art Awards ausgezeichnet.